# Wonneberg
Wonneberg är en kommun i Landkreis Traunstein i Regierungsbezirk Oberbayern i förbundslandet Bayern i Tyskland.
Kommunen ingår i kommunalförbundet Waging am See tillsammans med köpingen Waging am See och kommunen Taching am See.